# Alvania subcrenulata
Alvania subcrenulata is een slakkensoort uit de familie van de Rissoidae. De wetenschappelijke naam van de soort is voor het eerst geldig gepubliceerd in 1884 door Bucquoy, Dautzenberg & Dollfus.